# Шепелевка (Семёновский район)
Шепелевка (укр. Шепелівка) — село,
Устимовский сельский совет,
Семёновский район,
Полтавская область,
Украина.
Код КОАТУУ — 5324588015. Население по переписи 2001 года составляло 88 человек.

## Географическое положение
Село Шепелевка находится на расстоянии в 2 км от села Герасимовка и в 2,5 км от села Устимовка.

## История
Приписана к Вознесенской церкви в Устимовке
Имеется на карте 1812 года